# 克萊頓 (特拉華州)
克萊頓（英語：Clayton）是一個位於美國特拉華州肯特縣和紐卡斯爾縣的城鎮。

## 地理
克萊頓的座標為39°17′26″N 75°38′04″W / 39.29056°N 75.63444°W，而該地的平均海拔高度為14米（即46英尺）。

## 人口
根據2010年美國人口普查的數據，克萊頓的面積為5.03平方千米，均爲陸地。當地共有人口2918人，而人口密度為每平方千米580人。